# Oberamt Bischofsheim (Baden)
Das Oberamt Bischofsheim war eine Verwaltungseinheit im Land Baden während der napoleonischen Zeit. Es bestand von 1803 bis 1807, der namensgebende Ort heißt heute Rheinbischofsheim.

## Entstehung
Mit dem Reichsdeputationshauptschluss von 1803 konnte die zum Kurfürstentum aufgewertete Markgrafschaft Baden erhebliche Gebietsgewinne verzeichnen. Dessen Regierung erließ daraufhin kurz nacheinander mehrere Organisationsedikte, von denen zwei die neue Verwaltungsstruktur des Landes festlegten. Im dritten von ihnen wurde das Land in drei Provinzen untergliedert, im sechsten die darunter gelagerte Ebene behandelt. Für den geographisch gesehen mittleren Bereich, rund um die historischen Zentren Baden-Baden und Baden-Durlach, war es die Provinz der Markgrafschaft, auch Badische Markgrafschaft genannt. Es folgte, neben einer Obervogtei, die Ausweisung von vier Landvogteien. Letzteren wurden jeweils mehrere Ämter zugewiesen. Bis zur Errichtung dieser Landvogteien wurden übergangsweise Oberämter eingerichtet, die Teile der künftigen Landvogteien umfassten. Für den Bereich der Landvogtei Yberg, der insgesamt sechs Ämter zugeordnet wurden, waren es die Oberämter Bischofsheim, Yberg und Oberkirch.
Den Kern des Oberamtes Bischofsheim bildeten die von Hessen-Darmstadt zu Baden gekommenen Ämter Willstädt und Lichtenau der Grafschaft Hanau-Lichtenberg nebst kleineren Ergänzungen. Es hatte einen doppelten Sitz in Bischofsheim und Kork. Dementsprechend untergliedert wurde es in  die Ämter Bischofsheim und Kork.

## Leiter der Verwaltung
Mit der Leitung, als Obervogt, wurde Johann Philipp Kappler, der bereits unter Hanau-Lichtenberg eine vergleichbare Funktion innehatte, beauftragt. Nach dessen Pensionierung Ende 1804 übernahm zunächst übergangsweise der beim kurfürstlichen Hofgericht in Rastatt beschäftigte Hofrat Hartmann das Amt. Auf ihn folgte 1805 der Kammerherr und Hofrat Carl Freiherr von Wechmar.

## Weitere Entwicklung
Da es nicht zur Errichtung der Landvogtei kam, blieb das Oberamt zunächst bestehen. 1807 wurde es, wie auch die bestehenden Landvogteien, aufgelöst. Die beiden Ämter wurden eigenständig und nun, unter Beibehaltung der Bezeichnung Oberamt, direkt der Ebene der Provinzen unterstellt. Zunächst mit dem Zusatz am hohen Steg versehen, wurde dem Bischofsheimer Amt später, zur Unterscheidung von den, in zwischenzeitlich ebenfalls neu zu Baden gekommenen Gebieten entstandenen Ämtern Neckarbischofsheim und Tauberbischofsheim ein Rhein vorangestellt.
Beide Ämter entwickelten sich später zu Bezirksämtern. 1857 wurde Rheinbischofsheim aufgelöst und Kork zugeschlagen. Durch Verlagerung des Amtssitzes entstand hieraus 1881 das Bezirksamt Kehl, das 1939 in den Landkreis Kehl umgewandelt wurde. Mit der Kreisreform 1973 wurde er aufgeteilt: der Südteil mit dem namensgebenden Rheinbischofsheim, 1975 in der Stadt Rheinau aufgegangen, kam zum Ortenaukreis.